# Baptisten in Trinidad und Tobago

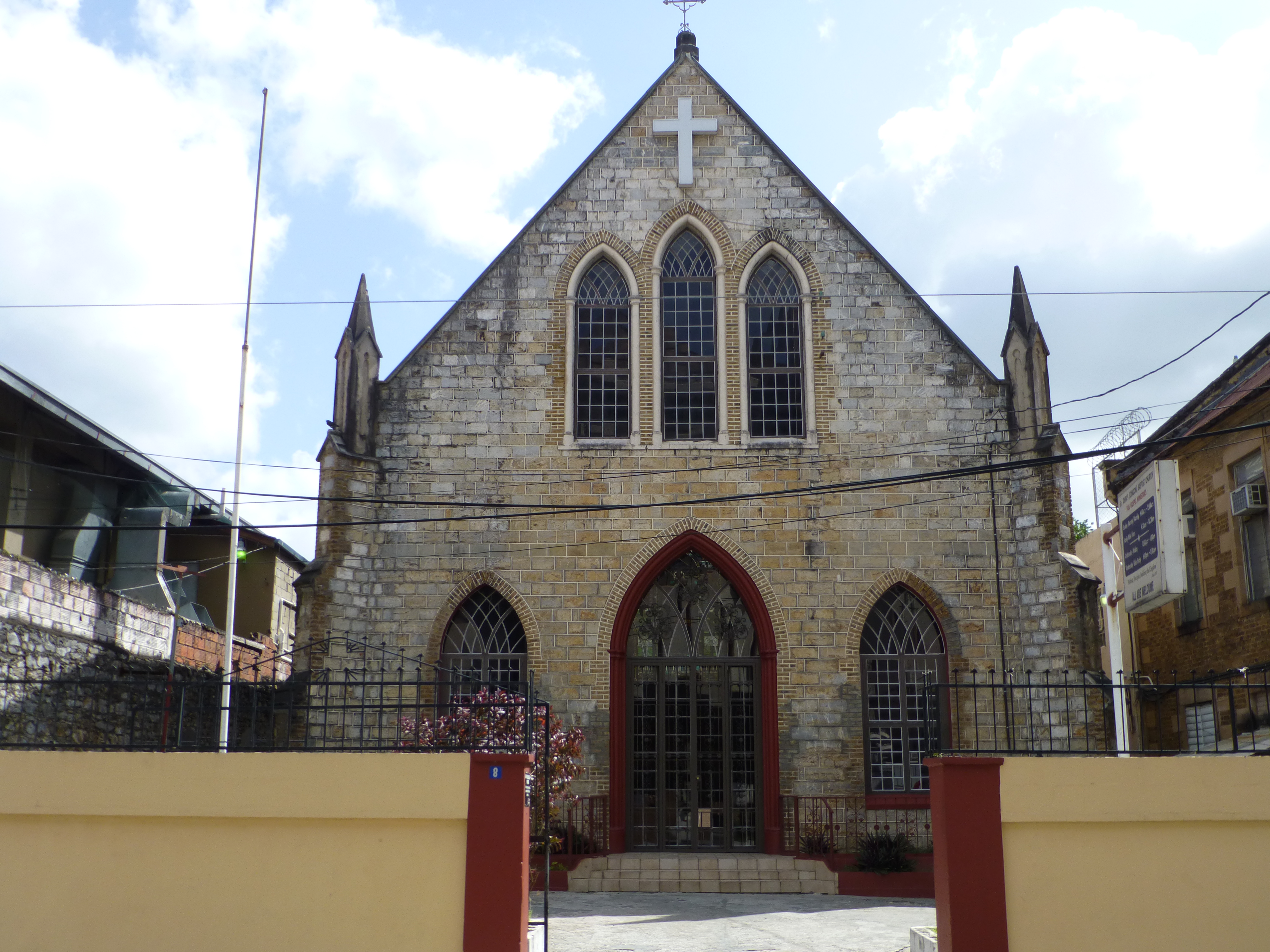
Baptistenkirche St. John, Port of Spain

Baptisten in Trinidad und Tobago gibt es seit Anfang des 19. Jahrhunderts. Nach den Zensus von 2011 beträgt der Anteil der Baptisten in Trinidad und Tobago 1,2 %. Die lokalen Gemeinden der beiden Inseln haben sich in vier voneinander unabhängigen Zusammenschlüssen organisiert. Die mitgliederstärkste unter ihnen ist die zum Baptistischen Weltbund gehörende Baptist Union of Trinidad and Tobago (BUTT). Weitere Unionen sind die Fundamental Baptist Mission (FBM), die Trinidad and Tobago Baptist Association (TTBA) sowie die Union of Independent Baptist Churches (UIBC).

## Geschichte
Die Gründung der ersten Baptistengemeinde in Trinidad und Tobago erfolgte 1816. Ihre Gründer waren freigelassene Sklaven baptistischer Konfession, die in Trinidad eine neue Heimat gefunden hatten. Die meisten hatten ihre Freiheit erlangt, weil sie während der Koalitionskriege in der britischen Marine dienten. Als Belohnung wurde ihnen im Süden Trinidads bestimmte Gebiete zugewiesen, in denen sie kleine Dörfer, die sogenannten American Villages, errichteten und diese nach den Kompanien, in denen sie als Soldaten gedient hatten, benannten. Hier lag auch der Gründungsort der ersten Gemeinde; sein Name: Fifth Company. Geleitet wurde die Fifth Company Baptist Church von William Hamilton, der ihr und den durch sie gegründeten Tochtergemeinden von 1816 bis zu seinem Tod 1860 vorstand.
im Jahr 1843 entsandte die britische Baptist Missionary Society (BMS) mit George Cowen ihren ersten Missionar nach Trinidad. Er nahm seinen Wohnsitz in Port of Spain, der Hauptstadt Trinidads. Seine Hauptaufgabe war es, die Leitung der Mico School of Teachers, einer Ausbildungsstätte für Grundschullehrer, zu übernehmen und gleichzeitig als „Superintendent“ die Oberaufsicht über die Mico-Grundschulen in Trinidad auszuüben. Cowen verblieb bis 1846 in der Hauptstadt. Es gelang ihm, in diesen drei Jahren eine kleine Baptistengemeinde zu gründen, die größtenteils aus nordamerikanischen und sierra-leonischen Immigranten bestand und die nach einem Jahr über 50 gläubig getaufte Mitglieder zählte. Auch konnte er in dieser Zeit mit Hilfe der BMS ein Missionshaus errichten. Die in Port of Spain begonnene Arbeit übernahm John Law (1810–1852), der zweiter BMS-Missionar 1845 auf der Insel eingetroffen war. Cowen verlegte 1846 seinen Wohnsitz in den Süden der Insel und nahm Kontakt zu den Baptisten der American Villages auf. Er sorgte auch hier für den Bau eines Missionshauses, das er in der Nähe von Savannah Grande (heute Princes Town) errichten ließ. Außerdem motivierte er die Gemeindemitglieder, in ihren Dörfern einfache Kapellen zu errichten. Das Holz dazu fand man in den umliegenden Wäldern, die notwendigen Nägel finanzierte die BMS. 1853 verstarb Cowen. Nach einer starken Wachstumsphase im Jahr 1854 km es in den folgenden Jahren in den Gemeinden der Villages zu einer tiefen, mit Spaltungen verbundenen Krise. Ausgelöst worden war sie durch einen US-amerikanischen Prediger, dessen Verkündigung von stark synkretistischen Elementen geprägt war. Die Anhänger des erwähnten Predigers verließen die Villages-Gemeinden und gründeten in einiger Entfernung neue Kirchen. Ihre geistlichen Nachfahren gehören zu den sogenannten Spiritual Baptists, die trotz ihres Namens nicht zur baptistischen Konfessionsfamilie gehören. Nach den Auseinandersetzungen der 1860er Jahre wuchs der Wunsch, sich als Gemeinden in organisatorischer Hinsicht enger zu verbinden.
Vor dem Hintergrund der genannten Auseinandersetzungen entstand in den 1860er Jahren die BUTT, nachdem bereits 1854 erste Ansätze zur Gründung eines Gemeindebundes vorhanden war. Die BUTT stand anfangs in enger Verbindung mit der britischen Baptist Missionary Society, die sich erst 1892 von Trinidad und Tobago zurückzog, allerdings 1946 zurückkehrte.

## Statistik und Organisation
Zur Baptist Union of Trinidad and Tobago gehörten im Jahr 2024 25 lokale Gemeinden mit insgesamt 4500 gläubig getauften Mitgliedern. Zum Vergleich: Im Jahr 1995 betrug die Anzahl der BUTT-Gemeinden 23 und die Mitgliederzahl 3450.
Die Trinidad and Tobago Baptist Association (ehemals Evangelical Baptist Association) umfasste 1995 achtzehn lokale Gemeinden mit etwa 1250 Mitgliedern. Aktuelle Zahlen sind nicht bekannt.
Zur Union of Independent Baptist Churches (ehemals Baptist Union of Trinidad and Tobago) gehörten 1995 neun Ortsgemeinden mit insgesamt 860 Mitgliedern. Aktuelle Zahlen sind nicht bekannt.
Die Fundamental Baptist Mission umfasste 1995 350 Mitglieder in acht Ortsgemeinden. Aktuelle Zahlen sind nicht bekannt.
Zwischen den Gemeinden der verschiedenen Bünde existieren verschiedene Kooperationen bei missionarisch-diakonischen Projekten und der Fortbildung von Mitarbeitern angeht. Außer der Fundamental Baptist Mission sind alle genannten Gemeindeverbände Mitglieder der Caribbean Baptist Fellowship, wobei aber nur die Baptist Union of Trinidad and Tobago auch gleichzeitig Mitglied des Baptistischen Weltbundes ist.